# 모하마드 다우드 칸
모하마드 다우드 칸(파슈토어: محمد داود خان, 영어: Mohammad Daoud Khan, 1909년 7월 18일~1978년 4월 28일)는 아프가니스탄의 총리(1953년~1963년)이자, 아프가니스탄의 초대 대통령(1973년~1978년)이자, 아프가니스탄 왕족의 한 사람으로, 모하마드 자히르 샤의 사촌형제이다.
1953년 사르다르 샤 마흐무드 칸이 해임되면서 총리가 되었고 이후 10년 동안 독단적인 개혁 정치를 주도해 소련과의 관계를 긴밀히하며 여러 공공 사업을 벌였다. 하지만 1961년부터 시작된 파키스탄과의 갈등 등으로 인해 민심과 경제가 악화되면서 1963년 해임되었다.
1973년 7월 자히르 샤가 국외 순방 중일 때 아프가니스탄 공산파의 할크와 협력해 쿠테타를 일으켜 초대 대통령이 되었고 아프가니스탄의 라디오를 반파키스탄 방송으로 채웠으며, 소련과 미국에게서 개발 원조를 기대했다. 하지만 이슬람 세력을 탄압해 이후 무자헤딘 지도자가 된 부르하누딘 랍바니, 굴부딘 헤크마티아르 등 여러 수가 파키스탄으로 망명했다.
1977년 단일 정당만을 허용하는 새로운 공화정 헌법을 통과시키고 다우드는 6년 임기의 대통령으로 다시 재직했다. 이 무렵 다우드는 점차 다른 공산파인 파르참이나 소련과는 거리를 두면서 관계가 악화되기 시작했다.
1978년 4월 17일 파르참 지도자이자 아프가니스탄 인민 민주당(PDPA)의 유력 당원인 미르 아크바르 카이바르가 정부에 의해 살해되고 시민들에 의한 반미 시위가 일어났다. 인민 민주당 지도자들은 다우드가 자신들을 모조리 몰아낼 계획을 꾸미고 있다고 두려워했으며, 과연 그 직후에 4월 26일 ~ 4월 27일에 걸쳐 지도부 상당수가 정부에 체포됐다.
하지만 하피줄라 아민과 인민 민주당의 군부 인사들은 건재해 반란을 도모했고 결국 4월 27일 누르 모하마드 타라키, 바브라크 카르말, 하피줄라 아민, 모하마드 아슬람 와탄자르 등 이전 쿠데타를 이끈 인민 민주당의 할크파와 군부 세력이 사우르 혁명을 일으켜 정권을 전복시켰다.
다우드는 4월 28일 대통령궁을 포위한 혁명군과 수비대 간의 전투 와중에 가족들과 함께 살해당했다.